# 格萨·菲莉齐塔·克劳泽
格萨·菲莉齐塔·克劳泽（德語：Gesa Felicitas Krause，1992年8月3日—）是一名专长于3000米障碍赛的德国田径运动员。她在2015年和2019年世界田径锦标赛上都在障碍赛上赢得了铜牌，她也代表德国参加了2012年和2016年奥运会。